# 大社會 (電視節目)
《大社會》是台灣電視公司（台視）的新聞雜誌節目，分為兩代版本。

## 歷史
1997年7月2日，台視新聞部節目組製播的《大社會》第一代版本開播，製作人劉麗惠，主持人劉麗惠、何日生，每週播出1小時，標榜專門採訪社會中特殊的、感人的、悲哀的或歡樂的小人物，以當事人口述、不加旁白的表現方式呈現。1999年第34屆金鐘獎，《大社會》獲得電視金鐘獎新聞節目獎。
2008年10月21日，《大社會》第二代版本開播，同時啟用官方英文譯名「The Phenomena」。2009年6月2日，《大社會》第二代版本停播，共32集。

### 名人藝人 螢光幕後的成長歷程

#### 劉孟竹時期
| 首播日期       | 主題人物                |
| 2008年10月21日 | 我手腳不便 但我會修手機 |
| 2008年10月28日 | 為愛圓夢                |
| 2008年11月4日  | 千里尋根                |
| 2008年11月11日 | 台灣阿甘的故事          |
| 2008年11月18日 | 鋼管人生                |
| 2008年11月25日 | 林憶蓮                  |
| 2008年12月2日  | 郭富城                  |
| 2008年12月9日  | 崔苔菁                  |
| 2008年12月16日 | 范逸臣                  |
| 2008年12月23日 | 江蕙                    |
| 2008年12月30日 | 小應                    |
| 2009年1月6日   | 阮經天                  |
| 2009年1月13日  | 黃立行                  |
| 2009年1月20日  | 蕭薔                    |
| 2009年2月3日   | 羅志祥                  |
| 2009年2月10日  | 張芸京、黃文星          |
| 2009年2月17日  | 黃小琥                  |
| 2009年2月24日  | 張學友                  |
| 2009年3月3日   | 陳昇                    |
| 2009年3月10日  | 康康、小鐘              |
| 2009年3月17日  | 坣娜                    |
| 2009年3月24日  | 陳盈潔                  |

#### 王偊菁時期
| 首播日期      | 主題人物             |
| 2009年3月31日 | 徐熙媛、周渝民       |
| 2009年4月7日  | 蔡依林               |
| 2009年4月14日 | 成龍、甄妮           |
| 2009年4月21日 | 光良、孫燕姿         |
| 2009年4月28日 | 任賢齊、動力火車     |
| 2009年5月12日 | 林美秀、小甜甜、NONO |
| 2009年5月19日 | 林志炫、陳珊妮       |
| 2009年5月26日 | 黃國倫、蘇打綠       |
| 2009年6月2日  | 許慧欣、王彩樺、白雲 |

## 外部連結
- 台視《大社會》第二代版本官方網站（页面存档备份，存于）